# ElBulli
42°15′00″ пн. ш. 003°13′35″ сх. д. / 42.25000° пн. ш. 3.22639° сх. д.
elBulli (ель Буллі) — колишній ресторан, розташований неподалік від міста Розас (Жирона, Каталонія, Іспанія). Мав 3 зірки в путівнику Мішлен. Шеф-кухар — Ферран Адрія.
Його визнавали найкращим рестораном світу 2002 і 2006—2009 років за версією британського журналу «Restaurant».

## Загальні відомості
Створений 1964 року, невеликий ресторан із видом на Кала Монджой, затоку каталонської Коста-Брави, визнавався протягом багатьох років творчим генератором «високої кухні» світового рівня. Також асоціювався з молекулярною гастрономією.
30 липня 2011 року ресторан був закритий, а 2014 року відновлений як креативний центр elBullifoundation.

## Історія
Територія під побудову ресторану була придбана 1961 року німецьким доктором Ханом Шилінгом та його дружиною. Ресторан «Ель Буллі», названий так в честь французьких бульдогів, що належали Шилінгові, був відкритий у 1964 році.
В 1976 році ресторан отримав свою першу зірку від Мішлен, коли шеф-кухарем був француз Жан-Луї Нейшель.
Ферран Адрія приєднався до служби в ресторані 1984 року, а через 3 роки став шеф-кухарем. 1985—2008 років з Ферраном працював також його брат Альберт Адрія, який 2018 року отримав премію Національної академії гастрономії в Іспанії як найкращий шеф-кухар Іспанії. 2018 року Альберт побував у Києві, де взяв участь у RestArt Forum 2018.
Другу зірку від Мішлен ресторан отримав 1990 року, а третю (найвищу нагороду) — у 1997 році.